# آندریا فتیزو
آندریا فتیزو (انگلیسی: Andrea Fattizzo؛ زادهٔ ۲۹ ژانویهٔ ۱۹۷۵) بازیکن فوتبال اهل ایتالیا است.
از باشگاه‌هایی که در آن بازی کرده‌است می‌توان به باشگاه فوتبال لچه اشاره کرد.